# François-Auguste Magon de la Lande
Pour les autres membres de la famille, voir Famille Magon.
François-Auguste Magon de La Lande, seigneur du Plessis-Bertrand, (1679-1761) est un corsaire, armateur et négrier malouin sous Louis XIV. Directeur de la Compagnie des Indes orientales, il fut l'un des plus puissants armateurs de la ville de Saint-Malo.

## Biographie
François-Auguste Magon de La Lande était le troisième des six enfants de l'armateur Jean Magon de la Lande (1641-1709) et de Laurence Éon du Longpré, derrière son aîné Nicolas Magon de La Chipaudière (1670-1698) et devant Luc Magon de la Balue (1685-1750), armateur comme son père le fut à la fin du XVIIe siècle.
Après la mort de leur père en 1709, ses deux fils Luc Magon de la Balue et François-Auguste, tous les deux formés à Cadix, en Espagne, reprennent la maison de commerce familiale, ils font partie entre 1715 et 1720 de la Compagnie des Indes de Saint-Malo. À partir de 1724, Luc Magon de la Balue organise des expéditions vers les Antilles, en s'approvisionnant à Madagascar[Information douteuse], car il juge que le risque de se voir confisquer ses cargaisons au Brésil est trop grand. 
En 1725, il déplore l'attentisme des négociants malouins concernant la traite négrière. De son côté, il armera à lui seul 22 navires négriers entre 1738 et 1777, dont certains en association avec la famille Nouail de la Villegille. Cela fait de lui le deuxième plus gros armateur négrier de Saint-Malo, derrière Pierre-Jacques Meslé de Grandclos. 

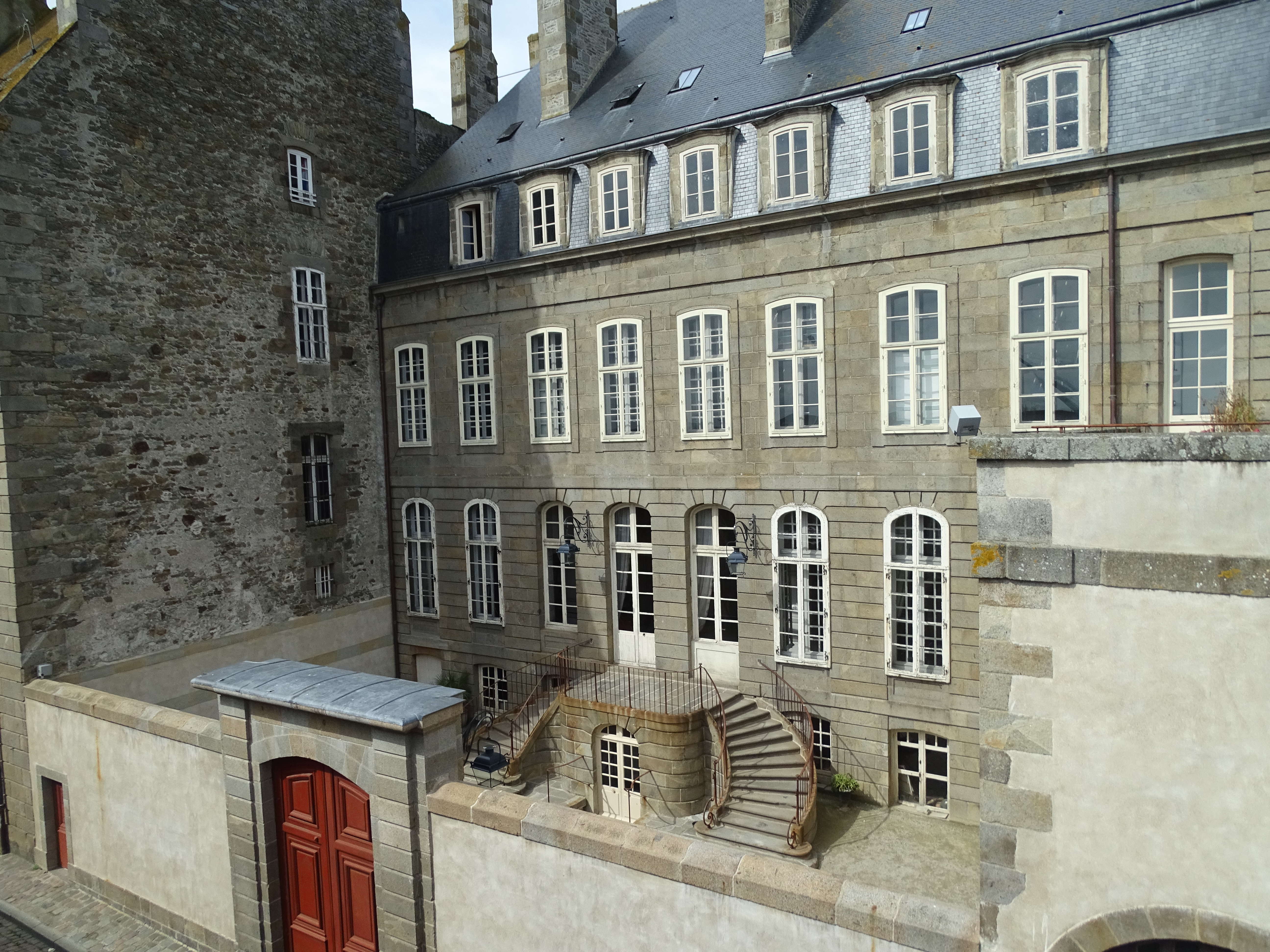
L'hôtel Magon à Saint-Malo.

C'est en 1724 aussi que François-Auguste fit construire le vaste hôtel Magon de la Lande dit hôtel d'Asfeld, à Saint-Malo, au 5 rue d'Asfled, 4 rue de Toulouse et 2 rue Chartres. Aujourd'hui classé monument historique (intérieur et extérieur), doté de soixante pièces, dont trente avec une cheminée intérieure, et de 684 mètres carrés au sol, l'hôtel a été achetée en 2005 à un nonagénaire dans des conditions controversées car effectuée par le seul biais du notaire de l'acheteur, qui avait fait dessaisir celui du vendeur par acte d'huissier.
François-Auguste Magon de la Lande a aussi supervisé la construction, ou l'agrandissement, de la malouinière de la Chipaudière, à Paramé, elle aussi classée monument historique, avec ses trois terrasses successives en dénivellation avec pièces d'eau et douves, côté sud, et une vaste cour carrée agrémentée d'une chapelle du XVIIIe siècle et de communs du XVIIe siècle, côté nord.
Marié le 3 décembre 1709 à sa cousine Marie-Gertrude Magon de L'Espinay (1691-1772), petite-fille de Jean Magon de la Fontaine-Roux, il en eut deux enfants, 
- Nicolas-Auguste Magon de la Lande, seigneur de la Trégueury (1715- 8 novembre 1793), trésorier général des États de Bretagne, marié à Charlotte-Françoise Locquet de Grandville.
- Marie-Françoise Nicole, qui épouse Louis Georges Érasme de Contades, maréchal de France.

Le fils illégitime du maréchal de Contades, Jean-Baptiste Martin Hérault de Séchelles, épousera lui-même une Magon de La Lande (Marguerite-Marie, fille de Nicolas-Auguste et petite-fille de François-Auguste), et sera le père de Marie-Jean Hérault de Séchelles.
Les portraits de François-Auguste Magon de la Lande et de son épouse, par Louis Vigée,, et celui de leur fille, par François-Hubert Drouais, se trouvent au château de Montgeoffroy.